# میدان آتشفشانی منظر
میدان آتشفشانی منظر یک آتشفشان در الجزایر است. میدان آتشفشانی منظر ۱٬۶۷۲ متر بالاتر از سطح دریا واقع شده‌است.